# What Is Love (canção de Exo)
What Is Love é o primeiro single promocional do grupo masculino sino-coreano Exo, interpretada pelas subunidades EXO-K e EXO-M. Disponível em duas versões linguísticas, coreana e mandarim, a canção foi lançada em 30 de janeiro de 2012 pela S.M. Entertainment. Meses depois, em 9 de abril de 2012, ela foi incluída como uma das faixas do extended play de estreia do grupo, MAMA.

## Lançamento e promoção
"What Is Love" foi escrita por Teddy Riley, Yoo Young-jin, DOM e Richard Garcia. A versão coreana é interpretada pelos integrantes D.O. e Baekhyun, ambos da subunidade EXO-K, e a em mandarim é interpretada por Chen e Luhan, ambos do EXO-M. Os vídeos de musicais da canção foram lançados no YouTube em 30 de janeiro de 2012 no mesmo dia em que a canção foi disponibilizada para download.
D.O. e Baekhyun a performaram pela primeira vez no showcase de estreia do EXO em 31 de março de 2012 em Seul, Coreia do Sul, sendo seguidos pela performance da versão em mandarim por Chen e Luhan durante o segundo showcase do grupo em Pequim, China, em 1 de abril.

## Vídeo musical
Dois vídeos para "What Is Love" foram divulgados no YouTube em 30 de janeiro de 2012 no canal oficial da S.M. Entertainment, SMTOWN. Cada vídeo, embora gravados em duas versões diferentes, apresentaram todos os integrantes do EXO. O vídeos consiste nos teasers de vídeo combinados, lançados anteriormente pela empresa.

## Desempenho nas paradas
| Parada (2012) | Melhores posições |
| ------------- | ----------------- |
| Gaon          | 110               |
| Billboard     | 95                |

## Vendas
| Região               | Vendas (DL) |
| -------------------- | ----------- |
| Coreia do Sul (Gaon) | 72,749+     |